# Shaheed Benazirabad (Distrikt)
Der Distrikt Shaheed Benazirabad früher Nawabshah ist ein Verwaltungsdistrikt in Pakistan in der Provinz Sindh. Sitz der Distriktverwaltung ist die Stadt Nawabshah.
Der Distrikt hat eine Fläche von 4504 km² und nach der Volkszählung von 2017 1.612.847 Einwohner. Die Bevölkerungsdichte beträgt 358 Einwohner/km². Im Distrikt wird zur Mehrheit die Sprache Sindhi gesprochen.

## Lage
Der Distrikt befindet sich im Zentrum der Provinz Sindh, die sich im Südosten von Pakistan befindet. Der Indus durchfließt den Distrikt im Westen. 

## Verwaltungsgliederung
Der Distrikt ist administrativ in vier Tehsil unterteilt:
- Sakrand
- Nawabshah
- Qazi Ahmed
- Daur

## Geschichte
2008 wurde der Distrikt von der Provinzregierung des Sindh von Nawabshah in Shaheed Benazirabad umbenannt. Die Neubenennung erfolgte zu Ehren der 2007 ermordeten ehemaligen Premierministerin Benazir Bhutto.

## Demografie
Zwischen 1998 und 2017 wuchs die Bevölkerung um jährlich 2,02 %. Von der Bevölkerung leben ca. 30 % in städtischen Regionen und ca. 70 % in ländlichen Regionen. In 297.133 Haushalten leben 833.935 Männer, 778.883 Frauen und 29 Transgender, woraus sich ein Geschlechterverhältnis von 107,1 Männer pro 100 Frauen ergibt und damit einen für Pakistan häufigen Männerüberschuss.
Die Alphabetisierungsrate in den Jahren 2014/15 bei der Bevölkerung über 10 Jahren liegt bei 50 % (Frauen: 33 %, Männer: 66 %) und damit unter dem Durchschnitt der Provinz Sindh von 60 %.
| Jahr | Einwohnerzahl |
| ---- | ------------- |
| 1972 | 678.982       |
| 1981 | 838.350       |
| 1998 | 1.102.584     |
| 2017 | 1.612.847     |